# Avin
Avin is een dorp in de Belgische provincie Luik en een deelgemeente van de stad Hannuit. Het was een zelfstandige gemeente tot het bij de fusie van 1977 toegevoegd werd aan de gemeente Hannuit.
Avin ligt in het zuiden van de gemeente Hannuit. De Mehaigne vormt de noordgrens van de deelgemeente. De dorpskom ligt ten westen van de N80, de weg van Hannuit naar Namen die over het grondgebied van de deelgemeente loopt en de noordoostgrens vormt. Avin is een landbouwdorp in Droog-Haspengouw dat zich door zijn ligging stilaan heeft ontwikkeld tot een woondorp. Er is vooral akkerbouw en veeteelt. Ten oosten van de dorpskom van Avin ligt het gehucht Atrive waarvan het gescheiden is door het kleine riviertje de Mohéry.

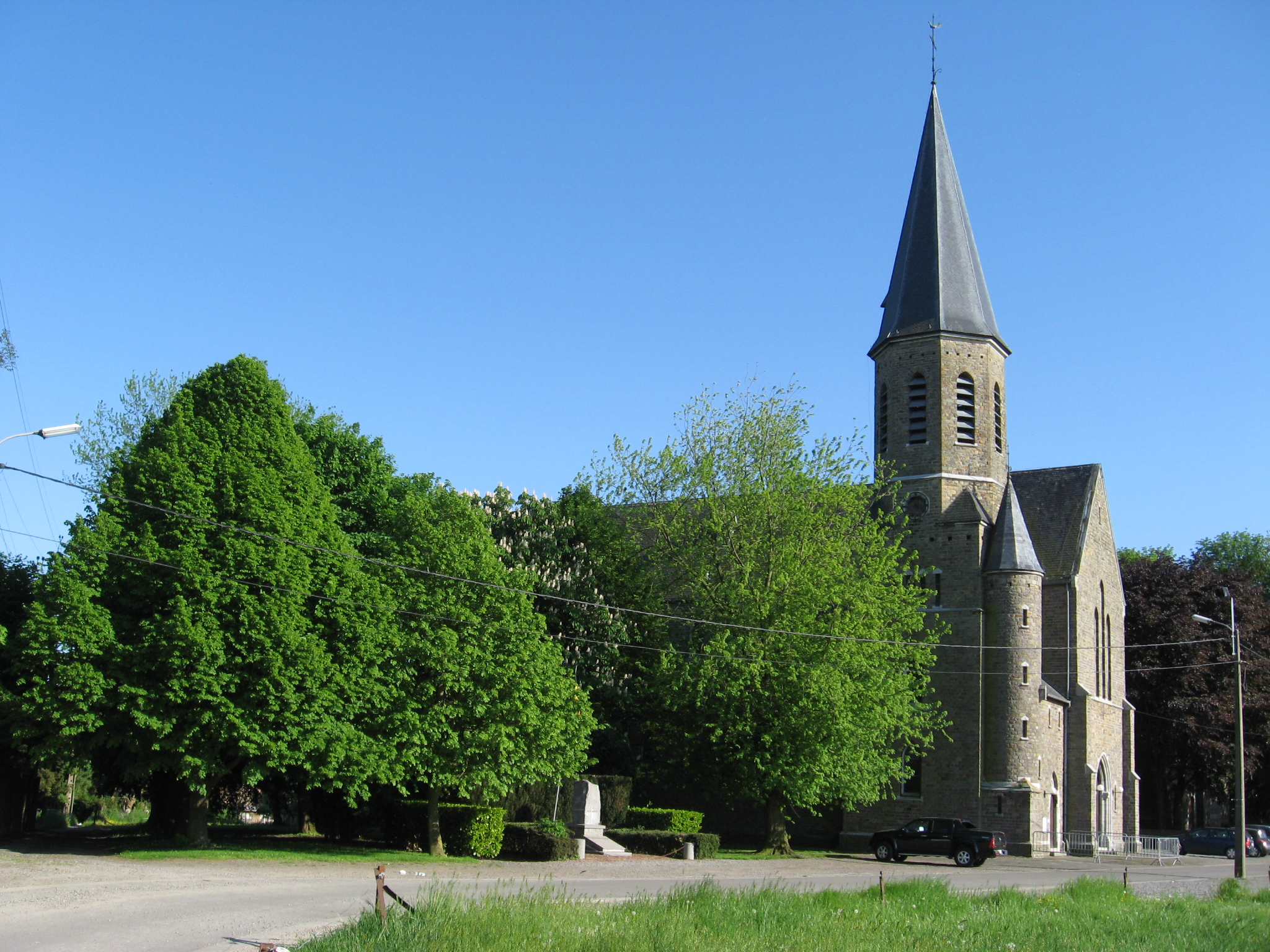
Sint-Stefanuskerk

## Geschiedenis
Avin vormde samen met Atrive een baljuwschap in het graafschap Namen bestaande uit twee heerlijkheden. Later werd dit baljuwschap opgeheven en werden de twee dorpen bij het baljuwschap Wasseiges gevoegd.
Beide dorpen hadden reeds vroeg een kapel; deze van Avin werd al vermeld in 1021. De kapel van Avin hing af van de kerk van Ambresinaux; deze van Atrive hing eerst af van Avennes en later van Ciplet. Rond 1612 werden Avin en Atrive kerkelijk samengevoegd tot één parochie toegewijd aan Sint-Stefanus.

## Bezienswaardigheden
- De neogotische Sint-Stefanuskerk (Église Saint-Etienne) uit 1906 die samen met de pastorie en het noviciaat van de paters Kruisheren één architecturaal geheel vormt.
- Het Kasteel van Avin dateert van de 18de en de 19de eeuw en ligt geïsoleerd in het noorden van de deelgemeente. Een lange dreef leidt naar het kasteel waaromheen een park met een aantal bijzondere bomen ligt.
- De Ferme Moncheur is de kasteelhoeve in de buurt van het kasteel.

## Natuur en landschap
Avin ligt aan de Mehaigne. De hoogte aan de kerk bedraagt 144 meter.

## Demografische ontwikkeling
- Bron: NIS; Opm:1831 t/m 1970=volkstellingen; 1976= inwoneraantal op 31 december

## Nabijgelegen kernen
Moxhe, Crehen, Ambresin, Acosse, Ciplet
Deelgemeenten: Abolens · Avernas-le-Bauduin · Avin · Bertrée · Blehen · Cras-Avernas · Crehen · Grand-Hallet · Hannuit · Lens-Saint-Remy · Merdorp · Moxhe · Petit-Hallet · Poucet · Thisnes · Truielingen · Villers-le-Peuplier · Wansin

Belgische gemeenten · arrondissement Borgworm · provincie Luik · Wallonië